# 11943 Davidhartley
11943 Davidhartley eller 1993 OF9 är en asteroid i huvudbältet som upptäcktes den 20 juli 1993 av den belgiske astronomen Eric W. Elst vid La Silla-observatoriet. Den är uppkallad efter den brittiske filosofen och läkaren David Hartley.
Den tillhör asteroidgruppen Eos.